# Motorvägar i Sverige
Motorvägar i Sverige bildar ett sammanhängande nät i de mer trafikerade områdena främst längs med E4 och E6 i landets södra, västra och östra delar. De norra delarna och Sveriges inland saknar motorvägar eller har enbart ett fåtal kortare sådana. I slutet av 2017 fanns i Sverige 2 145 km motorväg.

## Historik
De första motorvägarna byggdes i Skåne och sedan 1970-talet har västra Skåne haft ett motorvägsnät liknande dem som tidigare anlagts i bland annat Tyskland och Italien. Övriga Sverige har haft motorvägssystem som oftast bestått av korta motorvägsstumpar byggda under 1960- och 1970-talen och som enbart anslöt till vissa städer. Ibland var dessa förbifarter utanför städerna men ibland gick de istället rakt genom städerna, eller slutade inne i städerna. I övrigt bestod förbindelserna av normala landsvägar och motorvägarna var enbart cirka 1–2 mil långa som anslöt till städerna.
Från och med början av 1990-talet blev det en förändring i detta, i och med att kortare avsnitt förlängdes och bands samman till längre motorvägssträckor. Idag bildar E4 och E6 sammanhängande motorvägar med anslutande grenar som t.ex. delar av E20, E22, riksväg 40 och E65. Motiveringen till det tidigare planeringssättet var att man byggde motorväg längs de sträckor som hade mest trafik, oberoende av vägnummer, och i den takt finanserna tillät.[källa behövs] Det blev oftast sträckor nära de större städerna. Senare har man valt att prioritera efter vägnummer, att E4 söder om Gävle, E6 och E18 öster om Örebro prioriterats, så man kunnat få längre sträckor.  I helhet har det alltså på den södra halvan av Sverige idag vuxit fram ett motorvägsnät som är fullt jämförbart med ett flertal andra europeiska länder. Motorvägsnätet når också ut till Danmark genom Öresundsbron och har på så vis kopplingar till övriga Europa. Även till Norge når det ut genom Svinesundsbron.
Motorvägen på E4 Uppsala–Gävle öppnades 2007. Den 78 kilometer långa vägen var Sveriges dittills enskilt längsta motorvägbygge. Det dyraste motorvägsbygget i Sverige är Södra länken i Stockholm, på runt 8 miljarder, eftersom denna motorväg till största del går i tunnel.
Norr om Gävle och fram till Axmartavlan finns ett 33 km långt avsnitt som inte är motorväg utan en mötesfri motortrafikled med mitträcke. Denna del har dock en standard som är mycket nära motorvägsstandard. I Schweiz förekommer samma fenomen där motorvägsnätet sammanbinds på vissa ställen med motortrafikleder.
De norra delarna av Sverige (Sundsvall och norrut) har dock fortfarande kvar de gamla stumparna och vissa av dessa kommer inte att förlängas inom den närmsta tiden. De allra nordligaste delarna saknar motorvägar helt och hållet. De övriga europavägarna har kvar många stumpar fortfarande, bland annat E22. E20 mellan Stockholm och Göteborg saknar i stor utsträckning motorvägssträckor mellan Örebro och Vårgårda. Dock finns en alternativsträcka med mycket mer motorväg, E4/riksväg 40) via Jönköping, och som är ungefär lika lång.
Dagens svenska motorvägsnät har en form som är format som ett träd med en stam och olika grenar. Stammen utgår från Öresundsbron och i Skåne finns det längst i söder tre kortare förgreningar. Stammen fortsätter uppåt mot Helsingborg där den grenar ut sig i två stammar i form av E4 och E6 mot östra och västra Sverige. Längre uppåt längs med dessa två huvudmotorvägar finns sedan ytterligare förgreningar varav vissa är lite längre och andra lite kortare. Exempel på en längre gren är den som går från Södertälje till Eskilstuna medan en kortare gren finns i Uppsala.
Idag finns även en ren internationell transitmotorväg. Det är mellan Köpenhamn och Oslo via Göteborg där E6 och E20 tillsammans utgör en internationell motorvägssträcka för trafik mellan Danmark och Norge.
Standarden på de långa motorvägarna på E4 och E6 samt de motorvägar som grenar ut sig från dessa har idag en hög standard och tillhör de bättre i Europa.[källa behövs] Hastighetsgränsen är på de flesta sträckor 110 km/h.

## Skyltning
Skyltningen på motorvägar i Sverige följer de normer som gäller för motorvägsskyltning i Europa. Men skyltningen har under den tid motorvägar funnits i Sverige ändrats något i olika etapper. Under 1950-talet fanns inte motorvägsmärket alls. Den 1 december 1957 infördes en provisorisk skyltning för fyrfilig och tvåfilig motorväg. (Begreppet motortrafikled infördes i samband med högertrafikomläggningen). Som provisorisk skyltning användes en rund skylt med en bil. Den påminde om skylten för motortrafikled men var rund i formen istället. Den kunde betraktas som ett påbudsmärke som skulle visa att endast motorfordon var tillåtna på vägen. Vägvisningen på svenska motorvägar bestod av skyltar som var ljusblå med vit text och var mycket lika de skyltar som på den tiden användes i Tyskland. Den är inte speciellt lik dagens tyska skyltar. I början på 1960-talet bestämdes i hela Europa att det skulle tas fram en speciell symbol för motorväg, den s.k. motorvägsskylten. På den tiden kunde den finnas i blått, mörkblått eller grönt. Det infördes nämligen en Konvention om vägmärken och signaler i FN:s regi, som gällde vägmärken i Europa. I Sverige bestämdes att skyltarna både på motorväg och landsväg skulle vara mörkblå. De nya vägmärkena började i Sverige gälla från och med 1962.
Under 1970-talet bestämdes att svenska skyltar skulle få nya färger. Blått valdes för landsväg och grönt för motorväg. Det är detta som man följer idag. Detta är en mycket vanlig lösning som finns i flera länder i Europa. Konventionen kräver olika färger för motorvägar och landsvägar, samt antingen grönt eller blått med vit text för motorväg, och alla länder utom Nederländerna (som har samma färg på båda vägtyper) har idag så. Typsnittet för texten på svenska skyltar heter Tratex. Texten skrivs i versaler. Detta varierar i olika länder i Europa men i bland annat Frankrike skrivs texten i versaler på likadant sätt som i Sverige. På avfarter är skyltarna ofta kompletterade med ett avfartsnummer. Denna skylt är framtagen efter rekommendationer av EU. Skyltningen på svenska motorvägar har stora likheter med skyltningen i Italien och Tjeckien (versaler på gröna skyltar), Frankrike, Schweiz och följer europeisk standard i FN:s regi (deras underorgan UNECE).

## Trafikregler
Endast trafik med motorfordon eller motorfordon med tillkopplat fordon som är konstruerade för och får framföras med en hastighet av minst 40 kilometer i timmen får förekomma.
Mopeder klass I får dock inte framföras på en motorväg.
På motorväg är det förbjudet att stanna, vända och backa. De vändningsmöjligheter som finns längs svenska motorvägar är avsedda för fordon med särskilda funktioner och får inte användas av vanliga trafikanter. Gående, cyklister, moped klass I och II, traktor och motorredskap får inte trafikera motorväg. Motorredskap klass I inrättat som lyftkran får dock trafikera vägen (i 50 km/h). Även påfarter och avfarter räknas till motorvägen och lyder under samma regler.
Vid nödstopp är föraren skyldig att flytta sin bil från motorvägen så fort som möjligt. Bogsering får bara ske i vägrenen.
Vid färd på väg skall fordon föras i det körfält som är längst till höger i färdriktningen och som är avsett för fordonet.
Omkörning får bara göras till vänster, utom där körbanan har minst två körfält i samma riktning som anges med vägmarkering och där maxhastigheten är 70 km/tim eller lägre.
På en väg där den högsta tillåtna hastigheten är 70 kilometer i timmen eller lägre och körbanan har minst två körfält för trafik i samma riktning som anges med vägmarkering, får förare använda det körfält som är lämpligast med hänsyn till den fortsatta färden.

## Tidiga svenska motorvägar

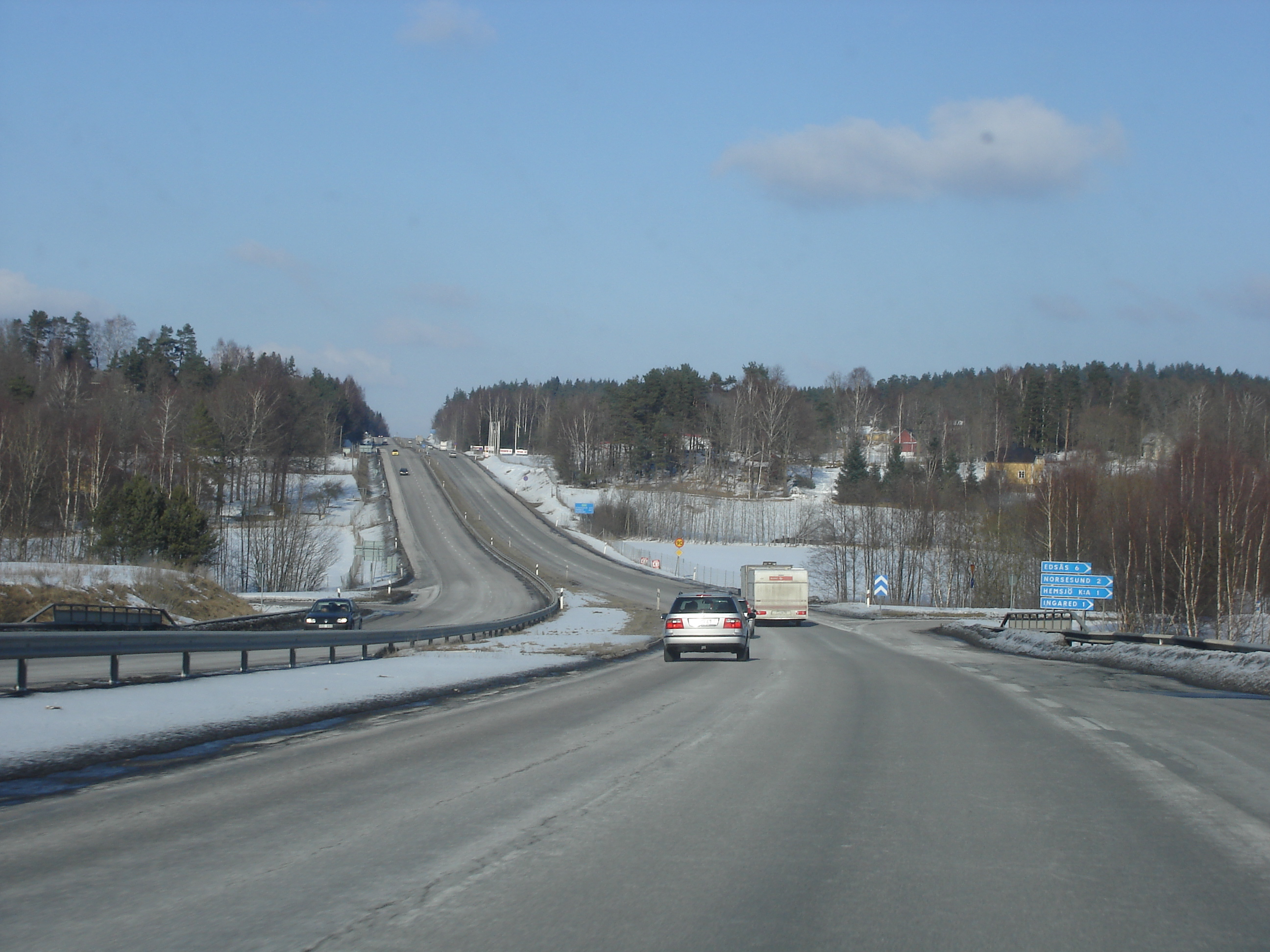
E20 mellan Floda och Alingsås. Vägen är byggd som fyrfältsväg under 1940-talet och har successivt konverterats till modern motorvägsstandard.

I Sverige var man sen med att införa motorvägar. Intresset vaknade först efter andra världskriget, från mitten av 1940-talet.

### Göteborg-Alingsås
Det som påminde mest om en första motorväg i Sverige, är den sträcka som går mellan Floda och Alingsås vilken byggdes i slutet av 1940-talet trots att dess struktur med mycket snäva kurvradier, siktsträckor och stigningar starkt avviker från vad som är gängse. Planskilda korsningar saknades till betydande del och det var tillåtet för traktorer, cyklister etc att trafikera sträckan. Vägen såg trots detta ut som en motorväg. Sträckan som idag är del av dagens E20, tidigare E3 och dessförinnan Riksväg 6 består av två parallella körbanor för syd- resp. nordgående trafik och är försedd med mittbarriär (tidigare bara gräsrefug med öppning vid plankorsningar). Man kan dock av av- och påfarternas snäva utformning (typiska tyska "trumpeter") ana att denna sträcka var ett första försök av dåtida Vägverket att bygga en modern landsväg eller "Autostrada" även om den på många sätt är ett "hembygge" och inte följer dåtida utländsk standard för motorvägar (någon svensk standard fanns inte). Längs denna sträcka finns även vid Vardsjön strax väster om Alingsås en rastplats på vägens västra sida som tydligt påminner om att tanken var att denna sträcka skulle efterlikna de dåtida rastplatserna längs de tyska motorvägarna. Denna rastplats består av delar av den vägsträcka som den nya vägen då ersatte och som ligger i ett högre läge vid Vardsjön. Idag har denna "förmotorväg" byggts om till riktig motorväg på hela sträckan mellan Floda–Alingsås, även om den fortfarande bitvis är krokig för att vara motorväg. Delen Floda–Nääs byggdes om till motorväg 2003, Nääs-Ingared 2021 och Ingared-Alingsås 2012.

### De tre första

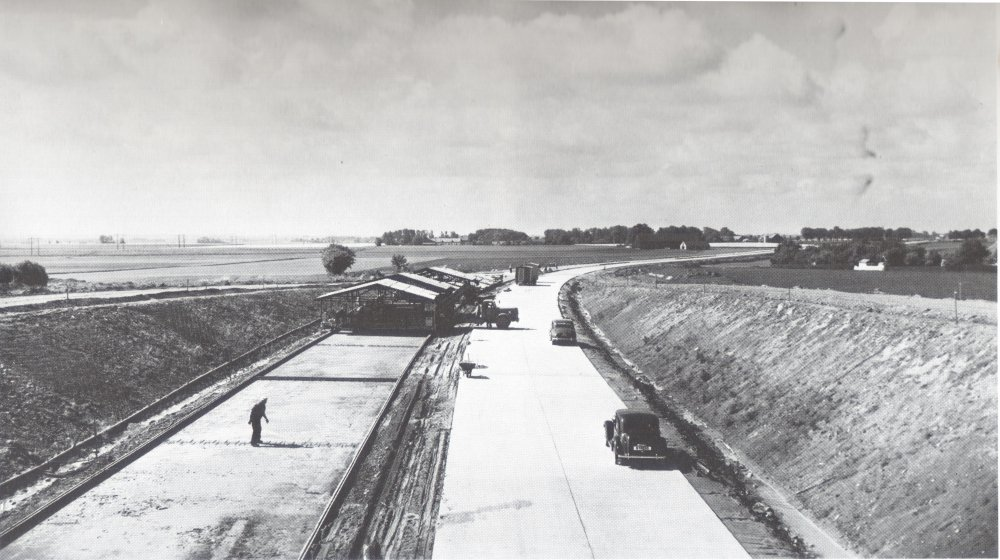
Sveriges första motorväg mellan Malmö och Lund öppnades 1953. På bilden pågår beläggningsarbeten.

Sveriges första motorvägsbygge – Rikshuvudväg 4 – var den 17 kilometer långa sträckan mellan Malmö och Lund som byggdes 1952-1953 av ett konsortium, bestående av Skånska Cementgjuteriet, AB Armerad Betong, Nya Asfalt AB och AB Vägförbättringar. Arbetet tog 16 månader, och som mest var 450 man sysselsatta vid bygget. Genom länsstyrelsens kungörelse den 29 augusti 1953 förklarades den nya vägen för huvudled med undantag för anslutande rampvägar; Vägen får trafikeras endast av registreringspliktiga fordon jämte därtill kopplade släpfordon.
Vid åtminstone tre tillfällen har här utförts arbeten som gör att sträckan kan betraktats som föregångare inom svenskt vägväsende. Under 1852 igångsattes ett ombyggnadsarbete av vägen som överträffar allt som tidigare gjorts i Sverige. Den gamla färdleden byggdes om och försågs med packstensbädd, dränering, makadamisering samt alléplantering. Den försågs med nya träd 2009. Byggnadssättet kallades chaussée vilket står för "en omsorgsfullt byggd väg. Kostnaden uppgick till 130 000 riksdaler silvermynt. Investeringen finansierades delvis med vägavgifter och mellan värdshuset Kalinan vid nuvarande trafikplats Kronetorp och Lund fick man betala 6 öre för vagn med en häst och 12 öre för vagn med två lastar. Under åren 1924-1926 försågs vägen med en permanent beläggning, bestående av smågatsten eller betong. Det var den tidens största vägbygge och kostade 750 000 kronor. Stensättningen med handslagen smågatsten till en bredd av 5 meter genom Åkarp kostade 69 kronor per meter väg. Men trafiken ökade snabbt och snart räckte inte den gamla landsvägen till. En helt ny väg byggdes vid sidan om den gamla, men ingen vanlig väg utan en motorväg.
När landsvägen mellan Malmö och Lund permanentades 1926 var den Sveriges modernaste väg. Trafikvolymen ökade snabbt och det blev snart aktuellt att bygga ut den. Men att bredda landsvägen med sin pampiga allé var otänkbart. Redan 1941 presenterades en plan för en helt ny väg öster om den gamla. Vägen, som i folkmun kallades autostradan, skulle ha två körbanor åtskilda av en gräsremsa. Särskild hänsyn togs till markägare med åkermark på båda sidor om den nya vägen. För dessa fanns speciella vägövergångar, där autostradan skulle få korsas i plan. Men andra världskriget gjorde att vägbygget sköts på framtiden. När bygget på nytt aktualiserades 1952 omarbetades det ursprungliga förslaget, där vägövergångarna togs bort och ersattes med vägportar. Den nya vägen skulle bli 22 meter bred och omfatta två 7 meter breda körbanor av betong, en 3 meter bred gräsremsa i mitten samt en 2,5 meter bred gräsbeklädd bankett på vardera sidan av vägen.
Den byggdes från början i betong enligt den princip som då var vanlig i Tyskland. Bygget invigdes den 8 september 1953 av prins Bertil. Den byggdes för vänstertrafik. Än idag kan man se att denna motorväg är äldre än de andra i Sverige, särskilt på broarna. Den är också rakare än de motorvägar som byggts senare. Mittremsan är smal och har senare fått betongblock. När sträckan byggdes fanns inget svenskt ord för den nya typen av expressväg utan det italienska ordet autostrada användes som benämning. Autostrada är för övrigt ett ord som ibland fortfarande används i Skåne. I sammanhanget kan noteras att byggandet av autostradan skedde cirka 100 år efter att Sveriges första egentliga chaussé anlagts, även denna på sträckan Malmö-Lund.
Den andra motorvägssträckan i Sverige var en del av dåvarande länsväg 275, nuvarande E18, nordost från Stockholm mot Norrtälje som 1957 öppnades från Danderyds kyrka till Ullna (vid Ullnasjön).
| Dagens motorvägsmärke. |  | Ett motorvägsmärke av äldre typ som användes fram till 1970-talet. |
| Dagens motorvägsmärke. |  | Ett motorvägsmärke av äldre typ som användes fram till 1970-talet. |

Den tredje motorvägssträckan i Sverige var Rikstvåan (senare E6) norrut från Göteborg som öppnades 16 september 1958 från Hjalmar Brantingsplatsen till Kärramotet, med förlängning till dåvarande stadsgränsen mot Kungälv 18 november och till Jordfallsvägen (innan bron över Nordre älv) 21 december 1959. Total längd var 16,5 km. Sträckan korsades av fyra viadukter med endast 3,5 m fri fordonshöjd, vilket ledde till flera påkörningar trots att stora varningsskärmar sattes upp över vägen. Viadukterna ombyggdes senare till normala 4,5 meter fri fordonshöjd. En alldeles för kort påfart fanns i 41 år (1967-2008) i Brunnsbomotet, ursprungligen byggd som avfart för vänstertrafik.

### Andra tidiga sträckor i Götaland
- Sträckan Kronetorp (Arlöv) -Borgeby på dagens E6/E20 är tidig, klar 1961 inkl den första anslutningen mellan motorvägar (vid Kronetorp).
- Mölndal-Kållered är från 1963.
- Sträckan Göteborg-Alingsås byggdes redan på 40-talet som en slags motorväg, men med plankorsningar för de mindre vägarna. Sträckan Jonsered-Floda byggdes kring 2000 om till motorväg (2+2), och några år senare sträckan Göteborg-Jonsered (med 3+3 körfält).
- Vätterleden mellan Huskvarna och Gränna byggdes i två etapper 1959-1964.[4]
- Förbifarten förbi Ängelholm (nu på E6/E20) är från 1960, Kronetorp - Landskrona (S) öppnades 1967, och runt 1970 fanns motorvägarna Malmö (Värnhem) - Lund och från Kronetorp till Ängelholm. Varav den senare utgjorde Sveriges första motorvägssträcka längre än 50 km. (Även infarten till Helsingborg (S) ingick)
- En mycket tidig motorvägssträcka är gamla norra utfarten på Riksväg 1 (Riksettan) E4 från Norrköping norr om rondellen under järnvägen och fram till Åby. Denna sträcka blev delvis överflyglad av nuvarande förbifart på dagens E4 som går i en båge norr om själva Norrköping. Fortsättningen mot Kolmården är något nyare.

### Andra tidiga sträckor i Svealand
- En tidig sträcka är förbifarten förbi Nyköping, invigd 1961, då Riksväg 1, sedan E4. Den har mycket tvära avfarter.
- Norr om Södertälje med en sträckning mellan strax norr om Salems kyrka och nuvarande Alby trafikplats byggdes en sträcka på det tidiga 1950-talet, som inte motorvägsklassades förrän 1964.
- Förbifarten förbi Södertälje, med E4-bron över Södertälje kanal byggdes i mitten av 1960-talet.
- Under sent 50-tal och tidigt 60-tal byggdes Ulriksdal (Solna)-Rosersberg (Sigtuna).

## Svenska motorvägnätets utveckling 1950-1980
Under 1950- och 1960-talet byggdes ett antal motorvägar främst för att knyta samman Sveriges större städer med sina omgivningar eller för att utgöra förbifart förbi tätorten. Dessa motorvägar förblev länge isolerade stumpar av motorvägar och några fall var endast klassade som motortrafikleder (som till exempel E20, f.d. E3, vid Eskilstuna, sedermera omklassad till motorväg). Undantagen var det tätbefolkade västra Skåne, där Malmö, Lund och Helsingborg knöts samman med motorvägar (Malmö-Helsingborg färdigställdes 1970) och Stockholm vars radiella motorvägsnät tidigt sträckte sig långt ut i stadens större omgivningar. Under 1970-talet fortsatte utbyggnaden av motorvägar i landet, både som förlängningar av befintliga motorvägar och som isolerade infarter och förbifarter. Exempel från den här tiden är Arlanda-Uppsala (1972), förbi Örebro (1973), Inre Ringvägen (1974) i Malmö, E6/44 genom Uddevalla cirka 1975, E4 förbi Gävle (1977), Göteborg-Landvetter flygplats 1977, Helsingborgs norra anslutning med Sveriges första motorvägskorsning 1978, förbifart Linköping 1979 och Ängelholm-Båstad över Hallandsåsen 1979. Flera av de isolerade infartsleder som byggdes under 1960- och 1970-talen, har under senare år omklassats till huvudled. Bland dessa kan nämnas Dag Hammarskjöldsleden i Göteborg, Rv 60 Borlänge – Ornäs, E22 Navestad – Norrköping, E4 Stocksjö – Umeå och Södra infartsleden i Örebro.

## Utvecklingen under 1980-talet
Under 1980-talet byggdes enbart ett fåtal motorvägar i Sverige. Mycket berodde det på en helt annan trafikutveckling än vad som tidigare hade förutspåtts (inte lika hög trafikutveckling som man förväntat sig), minskade statsanslag till vägbyggen, favorisering av motortrafikled som ansågs vara "väl fungerande substitut" till motorväg (billigare anläggningskostnad) samt en växande miljörörelse som protesterade mot ett flertal vägbyggen.[källa behövs] Ett undantag härvidlag var E6 igenom Halland som förlängdes från Frillesås till utkanten av Falkenberg (Frillesås – Viskan 1981, Viskan – Varberg norra 1983, Varberg norra – Morup 1988). Utbyggnader av E4 stannade däremot upp trots att det fanns önskemål om utbyggnader där på samma sätt som skedde på E6. I slutet av 1980-talet började man åter att bygga nya motorvägssträckor i Sverige, främst E6 i Bohuslän som förlängdes till Ljungskile och norra delen av Essingeleden (Norra länken) i Stockholm som förlängdes så man till sist kunde åka igenom hela Stockholm på motorväg.

## Utvecklingen under 1990-talet
Lågkonjunkturen i början av 1990-talet innebar att en mängd stora väg- och järnvägsbyggen tidigarelades av arbetsmarknadsskäl. Vid den här tiden började man dessutom märka att motortrafikleder inte var trafiksäkra utan var drabbade av många kollisionsolyckor mellan mötande trafik, varför man började föredra motorvägar även där trafikmängderna inte motiverade motorväg.
I början på 1990-talet beslöts att E4 mellan Helsingborg och Uppsala skulle vara motorväg och samma sak gällde även E6 mellan Malmö och Göteborg. Byggandet av nya motorvägar tog därför fart under denna tid. På E4 märktes detta då flera av de tidigare korta motorvägssnuttarna förlängdes i olika etapper och till slut mötte de nästa motorväg och de kopplades ihop och blev en längre motorväg. Detta fenomen kunde ses i till exempel Norrköping. Efter en tid blev det istället långa motorvägavsnitt som enbart hade några enstaka avsnitt som utgjorde avbrott. Bland dessa kan nämnas ett avsnitt på E4 mellan Ödeshög och Väderstad som under några år utgjorde ett sådant, motorvägsutbyggnaden blev färdig i november 1999 och innebar en betydelsefull sammanlänkning av motorvägarna.

## Utvecklingen från slutet av 1990-talet till i dag
1997 började Vägverket försöken med trefältsvägar med mitträcke, ett billigt sätt att bygga om motortrafiklederna till trafiksäkrare vägar utan att försvåra för omkörningar. De inledande försöken, bland annat på E4 mellan Gävle och Axmartavlan, visade sig vara lyckade och i början av 2000-talet byggdes mängder av vägar om till trefältsvägar samtidigt som motorvägen åter kom att reserveras för sträckor där den motiverades av trafikmängden. Arbetet med att bygga ut E6 genom Sverige till motorväg liksom E4 mellan Helsingborg och Gävle fortskred. På E4 återstod i söder till slut egentligen bara att länka ihop den största delen av E4 med de skånska motorvägarna. De skånska motorvägarna fortsatte på E4 från Helsingborg till Eket, men därefter blev det en normal landsväg från Eket till Strömsnäsbruk där den resterande längre motorvägen genom Sverige fortsatte. En första etapp i detta var byggandet av motorväg från Eket förbi Örkelljunga och förbi Skånes Fagerhult till Småland och en bit strax söder om Markaryd. Denna sträcka öppnades i oktober 2004. Byggandet av den sista biten förbi Markaryd till Strömsnäsbruk blev klar i juni 2006. Därmed blev det i praktiken motorväg hela vägen upp till Stockholm och Uppsala från Öresundsbron. Dock återstod fortfarande en sträcka längs E4 vid Ljungby som inte var motorväg utan mötesfri motortrafikled som dock hade en standard nära motorväg. Detta avsnitt blev helt klart som komplett motorväg 2025. E4 Uppsala-Mehedeby började byggas 2002 och öppnades mellan Uppsala och Björklinge 2006 och resten 2007. Därmed blev det motorväg ända upp till Gävle. Sedan 2015 har E6 motorvägsstandard hela vägen från Trelleborg till Svinesund.
2006 hade Riksväg 45 nyligen uppgraderats till E45, och samtidigt hade GM, ägare till SAAB Automobile i Trollhättan, ekonomiska problem. För att stärka Trollhättefabrikens konkurrenskraft, och kanske framförallt för att binda ihop arbetsmarknaden med Göteborg prioriterades utbyggnad av motorväg mellan städerna i projektet Bana Väg Väst, som även innehöll utbyggnad av järnvägen. Motorvägen färdigställdes 2013. I samma anda byggdes även riksväg 44 mellan Trollhättan och Uddevalla ut till motorväg och ansluter till E6 vid Torpmotet och E45 vid Båberg.
Utbyggnaden av motorvägsnätet i Sverige har inte tagit slut. E18 ska byggas ut till motorväg öster om Karlstad och väster om Örebro. Även kusten i norra delen av Sverige håller på att få motorvägar av den smalare typen (18,5 meter) förbi städer. Ett exempel är E4 i Sundsvall som blev färdig år 2014-15. Även flera befintliga motorvägar står i begrepp att byggas om. Främsta anledningen därtill är att man vill förse dem med en fil till, inte minst när det gäller E4 i Stockholmsområdet med Förbifart Stockholm och E6 i Göteborg.

## Skåne

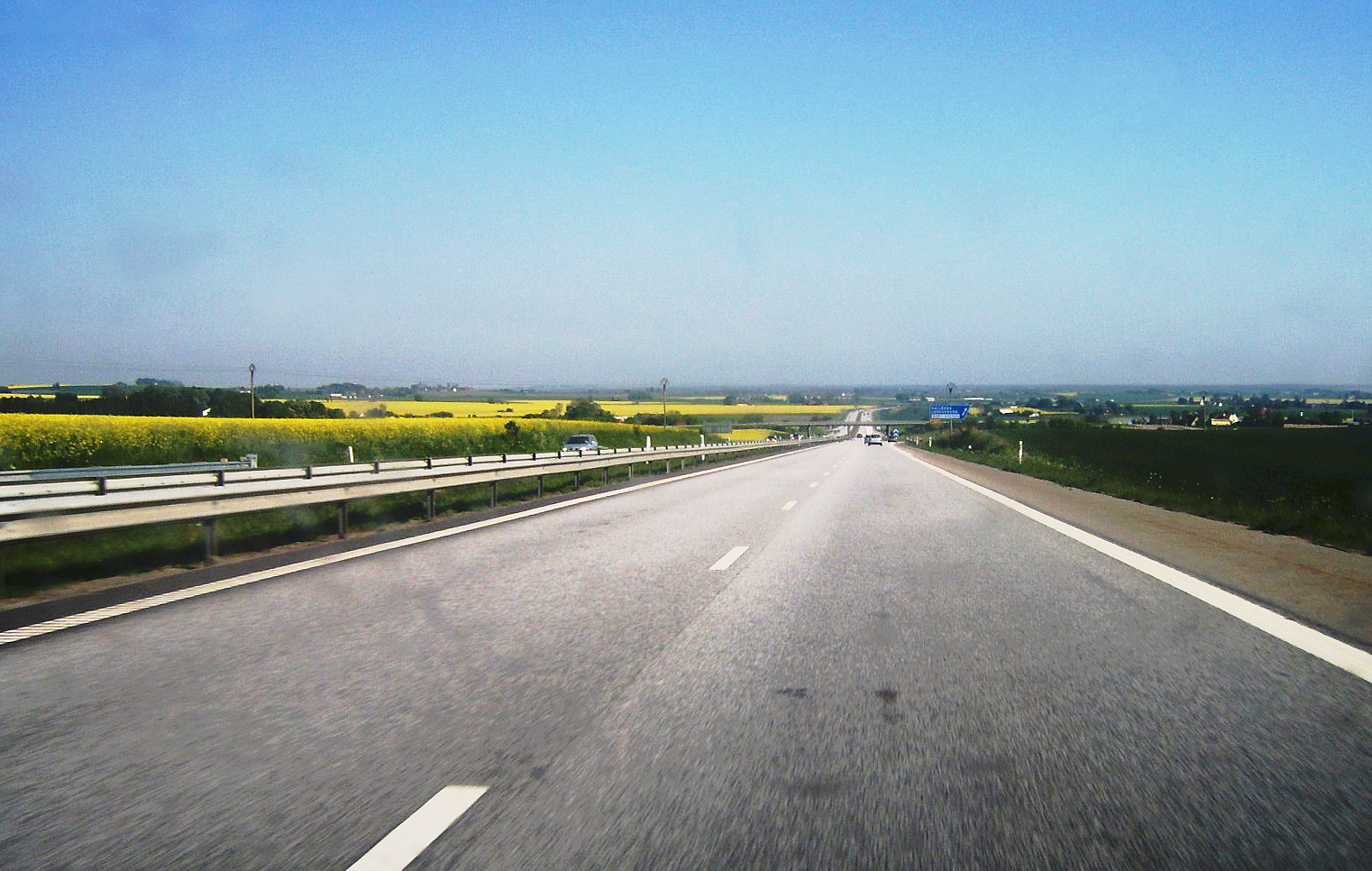
E6/E20 utanför Landskrona

I västra Skåne (före detta Malmöhus län) blev motorvägarna ganska välutbyggda och hade en struktur som påminde om den som fanns i till exempel Tyskland, varigenom Skåne skiljde ut sig gentemot övriga Sverige. De var sammanhängande med ett enda undantag, en kort motorvägssträcka utanför Kristianstad (som förr låg i Kristianstads län). Under 1960-talet byggdes E6 ut till motorväg så att man 1970 hade en sammanhängande motorväg från Malmö till Ängelholm. Tack vare Inre Ringvägen var de också ihopbundna med varandra i Malmö, förutom genom vissa av trafikplatserna där motorvägen upphörde. De hade dessutom internationell anslutning dels i Helsingborg, inte genom motorväg utan via färjorna till Helsingör, dels genom Inre Ringvägen som anslöt via en förortsgata till färjorna till Dragör. 1978 invigdes Trafikplats Kropp där E6 och E4 sammanstrålade norr om Helsingborg och E4 förlängdes som motorväg från Helsingborg till Hyllinge. Trafikplatsen var vid invigningen Sveriges största trafikplats där trafiken från två motorvägar från sammanlagt fyra håll sammanstrålade i en jättelik treplanskorsning för att trafiken skulle flyta fritt. Dåvarande E22, riksväg 15, förlängdes inte utan slutade som motorväg i en jättelik rondell i Lunds norra utkant varpå resten av vägen till Kristianstad var landsväg.
Under 1990-talet påbörjades en stor omstrukturering av det skånska motorvägsnätet. Byggandet av Öresundsbron påbörjades och den fick både en motorväg och en järnväg. Samtidigt tillkom Yttre Ringvägen som sammanbinder Öresundsbron med de övriga motorvägarna. Då upphörde också färjetrafiken till Dragör från Limhamn och E20 som hade anslutit till färjeläget riktades om till Öresundsbron. Yttre Ringvägen ersatte också Inre Ringvägen som förbindelselänk mellan de skånska motorvägarna. En skillnad mellan Yttre- och Inre ringvägen var att den yttre hade motorvägsstandard genom alla trafikplatser där flera motorvägar möts, till skillnad från den inre. Detta innebar att det fram till Yttre ringvägens invigning inte gick att passera Malmö utan att lämna motorvägen. Öresundsbron sammanlänkade också de skånska motorvägarna med motorvägar i stora delar av övriga Europa, via Danmark, var man under 1990-talet hade sammanlänkat sitt motorvägsnät med det tyska. Under samma tid började E4 i nordvästra Skåne byggas ut till motorväg, ett arbete som stod klart 2004. Även ett par avsnitt av E22 blev utbyggda till motorvägar, kring Kristianstad och sträckan närmast Blekinge samt norr om Lund till Rolsberga. För närvarande står E22 genom Skåne i begrepp att byggas ut till motorväg och E65 där Sturup ska förses med en trafikplats för att få bort en trafikfarlig vänstersväng.

## Motorvägssträckor i Sverige

Sveriges motorvägar i blått.

- E4 Helsingborg – Ljungby – Jönköping – Linköping – Norrköping – Stockholm – Uppsala – Gävle (Lexe)
  - Gävle (Lexe) – Axmartavlan är mötesfri motortrafikled (2+1)
  - Söderhamn – Hudiksvall är mötesfri motortrafikled (2+2); delen mellan Söderhamn och Enånger var tidigare skyltad som motorväg
  - Njurundabommen – Sundsvall – Bergeforsen
  - Piteå – Norrfjärden
- E6 Maglarp – Malmö – Halmstad – Varberg – Göteborg – Uddevalla – Svinesund – (Norge)
- E16 Gävle – Sandviken
- E18 Segmon – Ed
  - Karlstad – Skattkärr
  - Skattkärr – Väse är mötesfri motortrafikled (2+1)
  - Sträckan förbi Kristinehamn är mötesfri motortrafikled (2+1)
  - Lekhyttan – Järva krog
  - Bergshamra – Rosenkälla
  - Rosenkälla – Söderhall är mötesfri motortrafikled (2+1)
  - Söderhall – Norrtälje
- E20 (Danmark) – Öresundsbron – Malmö – Halmstad – Göteborg
  - Göteborg – Alingsås
  - Alingsås – Vårgårda
  - Lundsbrunn – Holmestad
  - Vretstorp – Arboga
  - Eskilstuna – Stockholm
- E22 Trelleborg (Maglarp) – Malmö – Lund – Fogdarp
  - Fogdarp – Hörby Norra är mötesfri motortrafikled (2+1)
  - Hörby Norra – Fjälkinge
  - Gualöv – Sölvesborg
  - Nättraby – Karlskrona
  - Förbifart Kalmar
- E45 Surte – Göta
  - Lilla Edet – Trollhättan (kort lucka med vanlig landsväg med korsningar vid Torpabron)
  - Tillsammans med E18 avsnittet Segmon – Ed
- E65 Malmö – Tittente
- 11 Malmö Bulltofta – Trafikplats Sunnanå
- 28 Karlskrona Österleden
- 25, 27 och 30 respektive 25.02 Öjaby – Helgevärma – Växjö centrum
- 34 (delvis) och E4.04 Linköping Trafikplats Tift (E4 Linköping västra) – Ryd – Vallarondellen (Malmslättsvägen)
- 35 Linköping Trafikplats Staby (E4 Linköping östra) – Mörtlösarondellen
- 40 Göteborg – Borås – Ulricehamn
- 44 Herrestad (stadsdel i Uddevalla där nya E6 ansluter) – Uddevallas östra stadsdelar (gamla E6)
  - Uddevallas östra stadsdelar – Båberg (Vänersborg) Dessa två motorvägssträckor skiljs åt på en kort sträcka som är mötesfri motortrafikled
- 49 Skara – Axvall
- 50 Tillsammans med E20 avsnittet Brändåsen (Hallsberg) – Norrplan (Örebro)
- 53 Oxelösund – Nyköping
- 55 och 56 Loddby – Kvillinge
- 56 och 68 Tillsammans med E16, Gävle – Sandviken
- 73 Stockholm (Gubbängen) – Utlida (Gryt)
- 75 Stockholm Södra Länken
- 222 Henriksdal – Graninge
- 226 Årsta – Östberga
- 229 Skarpnäck – Bollmora
- 260 Älta – Skrubba Hela sträckan så när som på 500 meter delas med länsväg 229.
- 265 E4 – Sollentuna – Täby kyrkby (Norrortsleden)
- 273 (delvis) och E4.65 E4 – Arlanda flygplats (Arlandaleden)
- Utan skyltade nummer
  - E4.04, se 34 ovan
  - E4.10, södra utfarten i Uppsala, ansluter till E4
  - Bodenvägen (E4.15) i Notviken vid Luleå[7]
  - Ängelholmsleden (kommunal respektive E4.23), norra utfarten i Helsingborg
  - E4.65, se 273 ovan
  - del av Västkustvägen i Arlöv (E6.01), ansluter till E6/E20
  - Inre Ringvägen i Malmö (E6.01), f.d. E6/E20
  - Utfarten på motorvägen mot Trelleborg i Malmö (del av Trelleborgsvägen, kommunal respektive E6.01)
  - Lundbyleden Brantingsmotet – Ringömotet i Göteborg (E6.21)
  - Södra Infartsleden i Örebro (E20.05), som förbinder E18/E20 med stadens centrala delar.
  - Utfarten på Autostradan mot Lund i Malmö (heter egentligen Stockholmsvägen eller E22.10).
  - 25.02, se 25 ovan
  - Saltsjöbadsleden i Nacka (kommunal). Var tidigare länsväg 228.

Sveriges nordligaste och östligaste motorväg är E4 vid Boviken norr om Piteå, den västligaste på E6 vid Svinesund och den sydligaste E6 vid Trelleborg. Den högst belägna är väg 40 öster om Ulricehamn, och den lägst belägna E22 vid Kristianstad.

## Utbyggnadsetapper och invigningsår

### 1950-talet
- E22.10 Malmö (Sege) – Kronetorp (före detta E66, Rv 15, Rv 4), 8 september 1953 (motorvägsklassades den 1 december 1957)
- E22 Kronetorp – Lund södra (före detta E66, Rv 15 och Rv 4), 8 september 1953 (motorvägsklassades den 1 december 1957)
- E22 Lund södra – Lund norra (före detta E66, Rv 15 och Rv 4) (7 km), 8 oktober 1954 (motorvägsklassades den 1 december 1957)
- E18 Danderyds kyrka – Ullna (före detta E3, Rv 76 och Lv 275), 16 december 1957
- E18 Ullna – Rosenkälla (före detta E3, Rv 76 och Lv 275), 16 december 1957 (tvåfilig motorväg; omklassad till motortrafikled den 3 september 1967, ombyggd till motorväg 1978)
- E6.21 Hjalmar Brantingsplatsen – Ringömotet Lundbyleden (före detta E6 och Rv 2), 16 september 1958
- E6 Ringömotet – Kärramotet Kungälvsleden (före detta Rv 2), 16 september 1958
- E6 Kärramotet – Stadsgränsen Göteborg/Kungälv (Rönning) Kungälvsleden (före detta Rv 2), 18 november 1958
- E4 Sörentorp – Tureberg (före detta Rv 13) december 1959
- E6 Dåvarande kommungränsen Göteborg/Kungälv (Rönning) – Kungälv (Jordfallsvägen) Kungälvsleden (före detta Rv 2), 21 december 1959

### 1960-talet
- E6 Södra Varalöv – Ängelholm Öresundsleden (före detta Rv 2), 8 januari 1960
- E4 Huskvarna (Brunstorp) – Vättersmålen Vätterleden (före detta Rv 1), 13 december 1960
- E6 Kronetorp – Borgeby Öresundsleden (före detta Rv 2), 1 juni 1961
- E4 Salem – Södertälje (Jakobsdal) (före detta Rv 1), Stockholmsvägen, 9 juni 1961
- E4.19 Moraberg (före detta Jakobsdal) – Ekensberg, Stockholmsvägen, 9 juni 1961
- E4 Bergshammar – Nyköping (Påljungshage), Nyköpingsvägen (före detta Rv 1), 2 oktober 1961
- E4.08 Ingelsta – Norrköping norra (Herstadberg) (fd E4), 13 december 1961
- E4 Norrköping norra – Åby (Norrviken) (7 km) Nyköpingsvägen, 13 december 1961
- E18 Västjädra – Västerås (Rocklunda) 11 km, 1 november 1961 (Tvåfilig motorväg; omklassad till motortrafikled den 3 september 1967)
- E6 Pråmhuset (länsgränsen Kristianstad/Halland) – Mellbystrand (8,5 km), augusti 1961 (Tvåfilig motorväg; omklassad till motortrafikled den 3 september 1967; ombyggd till motorväg 24 maj 1994)
- E22 Karlshamn – Trensum (5,3 km) (före detta Rv 15, E66), 6 september 1962 (Landsväg: omklassad till motortefikled den 3 september 1967)
- E4 Tureberg – Rotsunda (9 km), 1 november 1962
- E4 Norrsunda – Märsta (3 km), 1 november 1962
- 273 Märsta – Arlanda Arlandaleden (3 km), 1 november 1962 (Tvåfilig motorväg; omklassad till motortrafikled den 3 september 1967; ombyggd till motorväg sedan september 1990)
- E6 Sagsjön – Mölndal Kungsbackaleden (6 km), 18 oktober 1963
- E4 Rotsunda – Norrsunda (Märsta), 30 oktober 1963
- E20 Kåhög – Floda (Skallsjö k:a) Alingsåsleden (före detta E3), 20 december 1963
- E22.10 Oscarsvärn – Sege (före detta Rv 15), 1 juli 1962
- E4 Mjölby västra (Haga) – Mjölby östra, 4 oktober 1963 (Tvåfilig väg omklassad till motortrafikled 1969; ombyggd till motorväg 4 augusti 1998)
- E6 Mellbystrand – Fyllebro (16,5 km), 4 juni 1964 (Tvåfilig motorväg; omklassad till motortrafikled den 3 september 1967; ombyggd till motorväg 24 maj 1994)
- E6 Djurhagshus – Södra Varalöv (11 km) Öresundsleden, 1 november 1964
- E4 Vättersmålen – Gränna (Galgen), Vätterleden, 1 oktober 1964
- E6 Borgeby – Lundåkra (10,5 km) Öresundsleden, 4 juni 1965
- E4 Björnsnäs – Länsgränsen Östergötland/Sörmland, Nyköpingsvägen, 30 september 1965
- E4 Hyltena – Röde Påle (8 km), 15 september 1966
- 53 Oxelösund (Femörevägen) – Nyköping (Arnö) (före detta Lv 217), 1 december 1967
- E4 Moraberg (före detta Jakobsdal) – Kolpenäs Nyköpingsvägen, 22 juni 1965
- E4 Kolpenäs – Bränninge (4 km), 20 oktober 1966
- E20 Saltskog östra – Saltskog västra (Södertälje) (före detta E3), 1 oktober 1965
- E18 Köping (Strö) – Västjädra (23,5 km), oktober 1965 (Tvåfilig motorväg; omklassad till motortrafikled den 3 september 1967)
- E22 Karlshamn – Rävabygget (före detta Rv 15, E66), 21 december 1965 (Landsväg; omklassad till motortrafikled den 3 september 1967)
- E20 Munkebäcksmotet – Jonseredsmotet (Kåhög) Alingsåsleden (före detta E3), 1967
- E6 Lundåkra – Örja (5 km) Öresundsleden, 8 juli 1966
- E6 Örja – Glumslöv (8 km) Öresundsleden, 1 oktober 1966
- E4 Midsommarkransen – Hornsberg (Lindhagensgatan), Essingeleden, 3 september 1967 (en brobana invigdes 21 augusti 1966)
- E22 Stensnäs – Rävabygget (9,5 km) (före detta Rv 15, E66), 15 november 1966 (Landsväg; omklassad till motortrafikled den 3 september 1967)
- E6 Glumslöv – Görarp (11 km) Öresundsleden, 3 september 1967
- E4 Elineberg – Helsingborg södra (före detta E6.11) Malmöleden, 3 september 1967
- E6 Fyllinge – Fastarp, 3 september 1967 (Motortrafikled; ombyggd till motorväg 24 maj 1994)
- E4 Röde Påle – A6/Artillerigatan, 3 september 1967
- Ljungarum – Cirkulationsplats Strömsholm, 3 september 1967
- E4 A6/Artillerigatan – Huskvarna Södra Vätterleden 3 september 1967 (en körbana invigdes 13 dec 1960)
- E18 Skutbergsmotet – Kronoparken, 3 september 1967
- E18 Mariebergsmotet (Kristinehamn) – Övre Kvarnmotet (Kristinehamn) (motortrafikled), 3 september 1967
- E18 Stäket – Hjulsta, 3 september 1967
- E20 Marieberg – Adolfsberg (före detta E3), 3 september 1967 (Motortrafikled; ersatt av ny motorväg den 14 oktober 1981)
- E20 Adolfsberg – Bista (före detta E3), 3 september 1967
- E20.06 Bista – Örebro (Södra Bangatan) Södra infartsleden 3 september 1967 (sedan 31 oktober 2000 är större delen av infartsleden ej längre klassad som motorväg)
- 50 Borlänge – Ornäs (före detta Rv 60) 17 december 1968 (Sedan mitten av 1990-talet ej längre klassad som motorväg)
- E22 Stensnäs – Karlshamn (13 km) 1964 (Tvåfilig motorväg; omklassad till motortrafikled den 3 september 1967)
- Änggården – Järnbrottsmotet Dag Hammarskjöldsleden, invigd i etapper 1970-71 (sedan slutet av 1990-talet ej längre klassad som motorväg)
- E20 Gröndal – Svista (Eskilstuna) (14 km) (före detta E3), 13 september 1968 (Motortrafikled; utbyggd till motorväg 15 nov 1999)
- E4 Huskvarna – Huskvarna norra (Brunstorp) (1,5 km), Vätterleden, 4 november 1968
- E4 Pilkrog (Järna) – Bränninge (Södertälje) (6km) Nyköpingsvägen, 18 november 1968
- E6 Olskroksmotet – Ringömotet (Göteborg) Tingstadstunneln, 29 mars 1968
- E4 Kungens kurva – Midsommarkransen, Södertäljevägen, 29 december 1968
- E4 Fittja – Kungens kurva, Södertäljevägen, hösten 1969
- E4 Tivolibron (Sundsvall) – Sköns kyrka (7,3 km), 14 november 1968
- 80 Valbo (Ytterhärde) – Sandviken (Orrberget), november 1968
- 222 Vikdalen – Skuru Värmdöleden (före detta Rv 74), 19 december 1968
- E6 Liseberg – Olskroksmotet, 29 mars 1968
- E6 Kungälv (Jordfallsmotet) – Kungälv norra Kungälvsleden, 3 december 1968
- 229 Skarpnäck – Bollmora Tyresövägen, 31 oktober 1969
- 260 Skrubba Gård – Skrubba Vendelsövägen, 31 oktober 1969
- E4 Mjölby östra – Viby (Mantorp) (8 km), 17 november 1969
- E6 Görarp – Djurhagshus (6 km) Öresundsleden, 4 november 1969
- E22 Härlöv – Hammar, 16 oktober 1969

### 1970-talet
- E4 Hyllinge – Åstorp södra, 1970 (ombyggd till motorväg sedan 24 juni 1993)
- E4 Tranarp – Mölletofta, 1970 (ombyggd till motorväg 1994-96)
- E4 Hornsberg (Lindhagensgatan) – Karlberg Essingeleden, 3 november 1970
- E4 Viby (Mantorp) – Vikingstad (7 km), november 1970
- 40 Tullen – Hulta (3 km) Öst-Västleden, 20 augusti 1970
- E6.01 Åkarp – Arlöv, 1970
- E6.21 Ättestupan – Brantingsmotet Lundbyleden, 7 december 1971
- E4 Järva Krog – Sörentorp, augusti 1973
- E4 Stöcksjö – Umeå (Teg) (6 km), 27 oktober 1971 (sedan den 5 september 2001 ej längre klassad som motorväg)
- E18 Bro – Stäketön, 6 oktober 1971
- Skvaltan – Fisksätra (före detta Lv 228) Saltsjöbadsleden, 30 augusti 1971
- Fisksätra – Tippen (före detta Lv 228) Saltsjöbadsleden, 30 augusti 1971 (motortrafikled; sedan slutet av 1990-talet ej längre klassad som motortrafikled)
- E4 Fittja – Salems kyrka, 1971
- E20 Vallby – Västra Åby (före detta E3), 20 oktober 1970
- E22 Ronneby – Åryd (motortrafikled) (före detta Rv 15, E66), 1970-71
- 28 Karlskrona/Trossö (tpl Blåport) – Oscarsvärn Österleden, 1972
- E22 Åryd – Trensum (6 km) (motortrafikled) (före detta Rv15, E66), juni 1972
- E22 Kalmar södra – Lindsdal (7 km), 30 september 1972
- E22 Lindsdal – Mosekrog (motortrafikled), 30 september 1972
- 222 Lugnet – Vikdalen Värmdöleden, 19 oktober 1972
- E4 Arlanda – Uppsala (Gnista cirkulationsplats), 25 oktober 1972
- E4 Gränna (Galgen) – Sväm, Vätterleden, 23 november 1972
- E4 Sväm – Ödeshög, 23 november 1972 (motortrafikled, ombyggd till motorväg sedan 1996)
- E6 Vellinge – Petersborgs tpl (Malmö) Trelleborgsvägen, 17 november 1972
- Petersborgs tpl – Malmö (Stadiongatan) (före detta E6) Trelleborgsvägen, 17 november 1972
- 100 Kungstorp – Vellinge (3 km) (motortrafikled), 17 november 1972
- E6 Kungsbacka (Särövägen) – Sagsjön Kungsbackaleden, 30 augusti 1972
- E6 Solbräcke (Rollsbomotet) – Kode, Uddevallaleden, 16 augusti 1972
- 25 Kvälleberg – Växjö (Värendsvallen), 28 oktober 1974
- 75 Nyboda (E4) – Åbyvägen Södra länken (före detta Årstalänken) 17 juni 1974
- 73 Åbyvägen – Årsta (226) Årstalänken, 17 juni 1974 (Sträckningen ersattes genom tillkomsten av Södra Länken den 24 oktober 2004
- E65.01 Hindby (Malmö) – Fredriksberg, 31 augusti 1973
- E65 Hindby – Oxie (före detta E14), 31 augusti 1973
- E65 Oxie – Svedala östra (Perstorp) (motortrafikled) (före detta E14), 31 augusti 1973 (Sedan den 17 november 1994 ombyggd till motorväg)
- E65 Svedala östra – Börringe (motortrafikled), 31 augusti 1973
- E4.08 Tjura (E22) – Gustav Adolfs Plan (före detta E22, E66 och Rv 15), 19 september 1973 (sedan 7 augusti 2006 ej längre klassad som motorväg)
- E22 Åselstadsvägen – Tjura (Norrköping) (före detta E66 och Rv 15), 19 september 1973 (sedan 7 augusti 2006 ej längre klassad som motorväg)
- 44 Bräcke – Uddevalla (Fjällvägen) (före detta E6), 20 juni 1973
- E20 Bista – Örebro (800 m Ö Faluvägen) (7,8 km) Västerleden (före detta E3), 23 oktober 1973
- E20 Örebro (800 m Ö Faluvägen) – Ulriksberg (motortrafikled) (före detta E3), 23 oktober 1973 (Sedan den 31 oktober 2000 ombyggd till motorväg)
- 40 Viared (Nabbamotet) – Tullen Boråsleden, 4 november 1976
- E4 Påljungshage – Lästringe Nyköpingsvägen, 5 oktober 1973
- E6 Kungsbacka – Fjärås station, 25 november 1973
- E18 Danderyds kyrka – Mörby (före detta E3), september 1971
- E18 Mörby – Danderyds sjukhus (före detta E3) (1 km), september 1976
- 158 Askims kyra – Särö (11 km) (motortrafikled), 27 juni 1972
- E6 Kode – Jörlanda, 5 december 1973
- E6 Jörlanda – Stora Höga Uddevallaleden, 4 juni 1974
- E20 Nykvarn (Turinge) – Saltskog västra (Södertälje) (före detta E3), 23 oktober 1974
- E20 Läggesta – Nykvarn (Turinge) (motortrafikled) (före detta E3), 23 oktober 1974
- E20.09 Vasa tpl – Genetaleden Strängnäsvägen, 23 oktober 1974
- 40 Bråta – Landvetter Boråsleden, 5 december 1974
- 40 Bråta – Landvetter Boråsleden, 5 december 1974
- E6.01 Lindeborgs tpl (Malmö) – Sege (Malmö) (före detta E6) Inre Ringvägen, 18 november 1975
- E4 Sköns kyrka – Timrå (900 m N Vivsta), 1970
- E4 Timrå (900 m N Vivsta) – Sörberge (motortrafikled), 1974/77
- E4 Åstorp – Sillabjär, juni 1975
- E4 Sillabjär – Tranarp, (motortrafikled) juni 1975 (Ombyggd till motorväg sedan 1994 och 1996)
- 21 Åstorp norra – Tingdal, (motortrafikled), juni 1975
- E4.21 Staby (Linköping östra) – Mörtlösarondellen Östra motorvägsinfarten, 8 juli 1975
- E4 Staby (Linköping östra) – Norsholm (19 km), 8 juli 1975
- 73 Larsboda – Trångsund Nynäsvägen, 5 juni 1975
- 73 Trångsund – Skogås Nynäsvägen, september 1975
- 222 Björknäs – Lännersta Värmdöleden (före Rv 74), 3 juli 1975
- 229 Bollmora – Vägskäl 229/Bollmoravägen Tyresövägen 1975
- E4.23 Helsingborg (Vasatorpsvägen) – Väla by (före detta E4) (3,5 km), 19 juni 1975
- 1379 Väla (trafikplats) – Väla by centrum (före detta E4), 1975 (Sedan den 20 november 2006 ej längre klassad som motorväg)
- E18 Bålsta norra – Bålsta södra (motortrafikled) (3 km), 8 oktober 1976 (Ombyggd till motorväg sedan 1989)
- E18 Bålsta södra – Bro (7 km), 8 oktober 1976
- 70 Nämndebo – Naglarby (14,4 km) (motortrafikled), 23 september 1977
- E4 Tift – Linköping östra (Tallboda), 30 september 1977
- E6 Hallandsåsen – Pråmhuset, oktober 1976
- E18 Rösa – Norrtälje (9 km), 3 december 1975
- 40 Grönkullen – Viared (Nabbamotet) Boråsleden (motortrafikled), 4 november 1976 (ombyggd till motorväg sedan 1996)
- 44 Kärra – Uddevalla (Fjällvägsmotet) (före detta E6), 1976
- 73 Skogås – Handen (4,2 km) Nynäsvägen, 10 november 1976
- E18 Skälby – Hälla (Västerås) (13 km), oktober 1976
- E18 Skattkärr – Väse (13 km) (motortrafikled), 19 september 1977
- 40 Landvetter – Ryamotet, Boråsleden, 1 oktober 1977
- E4 1 000 m S Mehedeby – Mehedeby (motortrafikled), 31 oktober 1977 (sedan 17 oktober 2007 ersatt av ny motorväg)
- E4 Mehedeby – Gävle södra (motortrafikled), 31 oktober 1977 (sedan den 3 november 1995 ombygg till motorväg)
- Gävle södra – Andersberg (fd E4) Spängersleden (motortrafikled) 31 oktober 1977 (sedan den 3 november 1995 ej längre klassad som motortrafikled)
- E18 Ullna – Rosenkälla (inkl Löts tpl) Norrtäljevägen, 29 juni 1978
- E4 Gäddvik – Rutvik (10,5 km) (motortrafikled) 29 augusti 1978
- 97 Södra Sunderbyn – Gammelstad (5 km) (motortrafikled) 29 augusti 1978
- E4.23 Väla – Kropp (före detta E4), 6 november 1978
- E4 Kropp – Hyllinge, 6 november 1978
- 222 Lännersta – Insjön Värmdöleden, 13 december 1978
- E6 Frillesås – Fjärås station, 12 juli 1979
- E6 Ängelholm – Hallandsåsen, 11 juni 1979
- E4.04 Tift – Vallarondellen Västra motorvägsinfarten, 30 september 1977
- 1043 Jakobslund – Malmslätt (motortrafikled), 30 september 1977
- E18 Norrtälje – Frötuna (motortrafikled), 1979
- E4 Vikingstad – Linköping västra (Tift), september 1979
- 40 Ryamotet – Grönkullen Boråsleden (motortrafikled), 14 juni 1979 (Sedan 1997 ombyggd till motorväg)
- E4 Funtabo (Högåsen) – Väshult (motortrafikled, ombyggd till motorväg sedan 1995) (18 km), 5 november 1979

### 1980-talet
- E4 Gävle södra – Gävle norra, 31 oktober 1980
- Lindeborgs trafikplats – Hyllie trafikplats (före detta E20 och E66) Inre Ringvägen (motortrafikled), 1980/85
- 40 Kallebäcksmotet – Stora Delsjön, Boråsleden, juni 1981
- 23 Bredvik – Norremark Norrleden (motortrafikled), 1980
- E4 Lästringe –.Sille Nyköpingsvägen, maj 1980
- 80 Sandviken östra (Orrberget) – Sandviken västra (3,2 km), 31 oktober 1980
- E6 Mölndal – Liseberg Kungsbackaleden (6 km), 18 december 1979
- E18 Enköping (Cpl Enögla) – 1 000 m N Enögla (1 km) (motortrafikled), 31 oktober 1980
- E18 1 000 m N Enögla (Enköping) – Annelund (Enköping), 31 oktober 1980
- E6 Åskloster – Frillesås (11 km), 1 december 1981
- E45/44 Båberg – Stallbacka (motortrafikled), 23 juni 1981
- 2026 Skogsbo (Rv 44, E45) – Korseberg (2,3 km) (motortrafikled), 23 juni 1981
- 595 Vägskäl 595/833 – Svedala västra (motortrafikled), 9 september 1981
- 73 Handen – Jordbro (3 km) Nynäsvägen, 11 november 1981
- E20 Byrsta – Adolfsberg, 14 oktober 1981
- 34 Stora Sjögestad – Linköping västra (Tift) (före detta Rv 36) (8 km) (motortrafikled), jun-aug 1981
- 1122 Ljungsbro (Rv 34) – Blåsvädret (motortrafikled), jun-aug 1981
- E4 Herrabacken (Kånna) – Ljungby norra (motortrafikled), juni 1981 (ombyggd till motorväg 2023-2025)
- E18 Brottby – Söderhall (motortrafikled), 5 november 1981
- 40 Hulta – 700 m Ö Brämhult Öst-Västleden, 1984/87
- 40 700 m Ö Brämhult – 1 100 m Ö Brämhult Öst-Västleden, 1984/87
- E18 Hälla – Östanbro (12,5 km) (motortrafikled), 9 november 1982
- E6 Gunnestorp – Åskloster (6 km), 21 november 1983
- 44 Bräcke – Ramseröd, 27 september 1984
- 44 Bratteröd – Ramseröd 7 km (före detta E6) Bratterödsleden (motortrafikled), 27 september 1984
- E4 Sille – Järna Nyköpingsvägen, 28 juni 1984
- E22 Lund norra – Gårdstånga, (motortrafikled, ombygg till motorväg sedan 1993) (före detta E66), 1984
- 80 Gävle – Valbo (Ytterhärde) 28 juni 1984
- E4 Ljungby norra – Hallsjö (motortrafikled), 1985
- E4.03 Albacken – Mjölby östra Linköpingsvägen (motortrafikled), 1985
- E22 Karlskrona väst (Rosenholm) – Karlskrona öst (Vedeby)(3,5 km) (motortrafikled), 1985
- 222 Insjön – Mölnvik Värmdöleden  (motortrafikled), 21 november 1985
- E4 Gammelsta – Bergshammar, Nyköpingsvägen (motortrafikled), 15 oktober 1986
- E22 Osbyholm – Stavröd (6,5 km) (motortrafikled), 21 november 1986
- E4 A6 trafikplats (Ny sträckning), 25 november 1987
- E4 Norsholm (Bäckeby) – Melby (6 km), 15 oktober 1988
- E6 Långås – Gunnestorp (23 km), 27 oktober 1988
- E4 Melby – Lövstad (4 km), september 1989
- E18 Enköping (Annelund) – Bålsta norra (motortrafikled, ombyggd till motorväg sedan 28 oktober 1992),  2 juni 1989
- E18 Bålsta norra – Bålsta södra 2 juni 1989

### 1990-talet
- E4 Hallsjö – Toftanäs (motortrafikled), 29 augusti 1990 (ombyggd till motorväg 2018-2023)
- 273 Märsta – Arlanda Arlandaleden (6 km), 6 oktober 1990
- E6 Stora Höga – Lyckorna Ljungskile Uddevallaleden, 7 september 1991
- E4 Karlberg – Haga norra, 1 oktober 1991
- E4 Sörberge – Midlanda (5 km) (motortrafikled), 1992
- E4 Lövstad – Skälv (Norrköping) (6 km), oktober 1992
- 11 Bulltofta trafikplats – Flansbjer trafikplats, 1992
- E6 Långås – Heberg (15 km), 12 oktober 1993
- E4 Strömsnäsbruk – Hjulsnäs (Traryd norra), 1993
- 21 Finja – Ignaberga (14,2 km) (motortrafikled), 1993
- E22 Nättraby – Karlskrona väst (Rosenholm) (9 km), 1993
- E4 Hyllinge – 1 500 m S Åstorp norra, 24 juni 1993
- E22 Lund norra – Gårdstånga, 17 augusti 1993
- E4 Haga norra – Järva Krog (Ulriksdal), 29 september 1993
- E4 Götaström – Krängsberg, 4 november 1993
- E22 Vä – Härlöv, 1994
- E6 Pråmhuset – Fastarp, 24 maj 1994
- E6 Lyckorna – Ljungskile (2,4 km) Uddevallaleden, juni 1994
- E20 Arphus – Härad, 14 augusti 1994
- E4 Krängsberg – Hyltena (Lovsjö), 23 augusti 1994
- E4 Länsgränsen E – Gammelsta Nyköpingsvägen, 16 september 1994
- E4 Lomtjärn (Piteå) – Boviken (6 km)(motortrafikled, omklassad till motorväg 2003), 6 oktober 1994
- E4 Väshult – Götaström, 24 oktober 1994
- E65 Oxie – Svedala östra, 17 november 1994
- E4 1 500 m N Åstorp norra – Killåkra, 1994/95
- E22 Bromölla – Sölve (Sölvesborg), 1995
- E20 Olskroksmotet – Munkebäcksmotet Alingsåsleden, 1 juli 1995
- E18 3 100 m N Marieborg (Arboga) – 1 200 m Ö Strö (Köping) (11 km), 17 augusti 1995
- E20 3 100 m N Marieborg (Arboga) – Marieborg (3,5 km) (före detta E18), 17 augusti 1995
- E18 Söderhall – Rösa (20 km), 14 september 1995
- E6 Ljungskile – Stinneröd (5 km), 3 juni 1995
- E6 Stinneröd – Lerbo (5 km), 23 oktober 1995
- E20 Sandstubbetorp – Vallby, 6 oktober 1995
- E18 Valnäs – Slottsbron (9 km), oktober 1995
- E4 Funtabo – Väshult, 1 november 1995
- E4 Mehedeby – Gävle södra, 3 november 1995
- E6 Heberg – Fastarp, 13 november 1996
- E4 Sväm – Stora Åby socken, november 1996
- E4 Norrköping södra – Norrköping norra (Herstadberg), 5 juli 1996
- 55 Loddby (E4) – Kvillinge, 5 juli 1996
- E4 Lundsgård – Mölletofta, juli 1996
- 73 Jordbro – Fors Nynäsvägen, 30 september 1996
- E20 Järsta – Nykvarn, 15 oktober 1996
- E4 Gammelsta – Bergshammar Nyköpingsvägen, 16 oktober 1996
- E4 Killåkra – Lundsgård, 19 oktober 1996
- E4 Rya – Eket (Ljungaskog), december 1996
- E4 Mölletofta – Rya (Eket), juni 1997
- E4 Hjulsnäs (Traryd norra) – Herrabacken (Kånna), 18 oktober 1997
- E4 Toftanäs (Länsgränsen Kronoberg/Jönköping) – Funtabo (Högåsen), 18 oktober 1997
- E4 Väderstad – Mjölby östra, 4 augusti 1998
- 265 Häggvik (E4) – Cirk.-plats Edsberg (1,3 km) Häggviksleden, 15 september 1998
- E4 Söderhamn södra – Enånger (27 km) (Fyrfältsväg, omklassad till motorväg 2003), 19 oktober 1999
- E20 Helgestahill (Eskilstuna) – Arphus (17 km), 15 november 1999
- E4 Stora Åby socken – Väderstad, 17 november 1999

### 2000-talet
- E6 Lerbo – Geddeknippeln (Torp) (10 km) Sunningeleden, 19 maj 2000
- E6 Petersborgs trafikplats (Malmö) – Kronetorp (Burlövs kommun) Yttre Ringvägen, 17 juni 2000
- 11 Flansbjer trafikplats – 1 100 m Ö Sunnanå, 17 juni 2000
- E20 Petersborgs trafikplats – Riksgränsen Sverige/Danmark Öresundsbron, 1 juli 2000
- E20 800 m Ö Faluvägen (Örebro) – Gräsnäs (Arboga) (43 km), 31 oktober 2000
- E6 Gläborg – Rabbalshede (20,7 km) (Fyrfältsväg, omklassad till motorväg 2002), 11 november 2000
- E22 Söderåkra – Hossmo (24,3 km) (motortrafikled), 1 december 2000
- E22 Påboda – Söderåkra (3,6 km) (motortrafikled), 29 november 2001
- E20 Vägskäl E20/552 (Öster Tibble) – Gröndal (7,4 km) (huvudled omklassad till motortrafikled), 1 juli 2002
- E6 Gläborg – Rabbalshede (20,7 km) (omklassning till motorväg), 22 november 2002
- E18 Rosenkälla – Gillinge (2 km) (motortrafikled), 12 december 2002
- E4 Söderhamn södra – Enånger (27 km) (omklassning till motorväg), 12 maj 2003
- E20 Floda (Skallsjö kyrka) – Nääs (3,5 km), 18 juni 2003
- E4 Lomtjärn – Boviken (omklassning till motorväg), 30 maj 2003
- E6 Håby – Gläborg (2,5 km), 3 november 2003
- E6 Hogdal – Nordby (7,5 km), 25 oktober 2003
- E22 Hammar – Fjälkinge (4 km), 3 december 2003
- E6 Geddeknippeln (Torp) – Kallsås (5 km), 19 juni 2004
- E22 Gualöv – Bromölla (8,5 km), 22 juni 2004
- 44 Råsseröd (Uddevalla) – Väne-Ryr, 30 juni 2004
- E4 Skånes Fagerhult – Brånhult (9 km), 16 september 2004
- E4 Eket (Ljungaskog) – Skånes Fagerhult (22,6 km), 8 oktober 2004
- 75 Åbyvägen – Svindersviken (222) Södra länken, 24 oktober 2004
- 226 Sockenvägen/Östbergavägen – Gullmarsplan Södra länken, 24 oktober 2004
- E20 Härad – Järsta (13 km), 27 oktober 2004
- 40 700 m Ö Brämhult – Kyllaredsmotet (1 km), 20 december 2004
- E6 Nordby – Riksgränsen Sverige/Norge Svinesundsbron (2,7 km) (12/6 trafikstart), 10 juni 2005
- E6 Kallsås – Småröd (2,2 km), 22 juni 2005
- E4 Birsta syd trafikplats 1 november 2005
- E4 Markaryd norra – Strömsnäsbruk, 15 november 2005
- E4 Brånhult – Markaryd norra, 26 juni 2006
- 44 Väne-Ryr – Båberg (7 km), 3 november 2006
- 40 Kyllaredsmotet – Dalsjöforsmotet (5 km), 25 november 2006
- E4 Uppsala södra – Björklinge (24 km), 21 december 2006
- E4 Björklinge – Mehedeby (54 km), 17 oktober 2007
- 40 Haga (Tabergsån) – Ljungarum (E4) (1,7 km), 31 oktober 2007
- 265 Hagby tpl – Täby Kyrkby tpl (3 km) Norrortsleden, 1 november 2007
- 40 Dalsjöforsmotet – Dållebo (12 km), 24 november 2007
- E6 Småröd – Håby (20 km), 14 juni 2008
- 265 Tunberget – Hagby tpl (8 km) Norrortsleden, 24 juni 2008
- E18 Kronoparken – Skattkärr (4 km), 23 september 2008
- E18 Skattkärrsmotet – Skattkärr (1 km) (motortrafikled), 23 september 2008
- 265 Täby Kyrkby – Arningevägen (7 km) Norrortsleden (motortrafikled), 4 oktober 2008
- E18 Västjädra – Västerås (Skälby) (6,4 km), 4 november 2008
- E6 Hogdal – Blomsholm (8 km), 18 december 2008
- E18 Lekhyttan – Adolfsberg (18,5 km), 22 december 2008
- E6 Blomsholm – Ejgst (2 km), 15 april 2009
- 73 Fors – Utlida (Gryt) (6 km), 24 maj 2009
- E20 Lundsbrunn – Holmestad (12 km), 27 juni 2009[8]
- 73 Utlida (Gryt) – Överfors (13 km), 26 september 2009
- 49 Skara – Axvall (6 km), 6 november 2009[9]

### 2010-talet
- E6 Rabbalshede – Pålen (6 km), 11 juni 2010
- E6 Lugnet – Skee (13 km), 5 juli 2010
- E18 Sagån – Enköping (15 km), 25 oktober 2010
- 73 Överfors – Älgviken (6 km), 4 december 2010
- E45 Nödinge södra – Nol (6 km), 4 december 2010
- E22 Gårdstånga – Hurva (7 km), 20 december 2010 (ombyggd fyrfältsväg)
- E4 Enånger – Hudiksvall (24 km), 5 oktober 2011 (motortrafikled 2+2)
- E6 Tanumshede – Knäm (6 km), 17 oktober 2011
- E6 Maglarp – Vellinge södra (9 km), 23 november 2011
- Partihallsförbindelsen (Göteborg; 1 km), 1 december 2011
- E6 Knäm – Lugnet (6 km), 15 juni 2012
- E6 Skee – Ejgst (3 km), 15 juni 2012
- E45 Agnesberg – Bohus (5 km), 14 november 2012
- E22 Hurva – Rolsberga (5,5 km), 16 november 2012
- E22 Hörby Norra – Linderöd (10 km), 16 november 2012
- E45 Älvängen – Alvhem (5 km), 16 november 2012
- E45 Stenröset – Trollhättan (Sjuntorpsvägen) (1,5 km), 7 december 2012
- E45 Torpa – Stenröset (6 km), 7 december 2012
- E45 Alvhem – Kärra (6 km), 8 december 2012
- E45 Bohus – Nödinge Södra (4 km), 8 december 2012
- E45 Kärra – Torpa (10 km), 8 december 2012
- E45 Nol – Älvängen (6 km), 8 december 2012
- E18 Hjulsta – Kista (9 km), 23 september 2013
- E22 Rolsberga – Fogdarp (4,7 km), 26 maj 2014
- E18 Västerås – Sagån (10 km), 22 september 2014 (befintlig motortrafikled 1+1 ombyggd till motorväg)
- E4 Njurundabommen – Skönsmon (Sundsvall) (utom Sundsvallsbron) (17 km), 16 november 2014
- E22 Sölve – Stensnäs (15 km), 25 november 2014
- Norra länken (Stockholm; 3,6 km), 30 november 2014
- E6 Tanumshede – Pålen (7 km), 6 juli 2015
- 40 Dållebo – Hester (17 km), 17 oktober 2015
- E20 Kristineholm – Bälinge (Alingsås; 2,5 km), 29 november 2016
- E18 Björkås – Skutberget (7 km), 12 juni 2017 (fyrfältsväg)
- E22 Dörby – Kalmar Södra (3 km), 12 december 2017
- E22 Förbi Linderöd (6,5 km), 20 december 2017

### 2020-talet
- E22 Sätaröd – Vä (15 km), 10 december 2020
- E20 Alingsås (Bälinge) – Vårgårda (15 km), 10 december 2020
- Marieholmstunneln (Göteborg), 16 december 2020
- E20 Tollered – Ingared (5 km), 23 december 2021
- E4 Ljungby Norra – Toftanäs (20 km), 26 september 2023 (befintlig motortrafikled 2+1 ombyggd till motorväg)
- E4 Ljungby Södra – Ljungby Norra (5 km), 10 november 2023 (befintlig motortrafikled 2+1 ombyggd till motorväg)
- E18 Köping – Västjädra (25 km), 30 maj 2025 (befintlig motortrafikled 2+1 ombyggd till motorväg)
- E4 Kånna – Ljungby Södra (7 km), 24 juni 2025 (befintlig motortrafikled 2+1 ombyggd till motorväg)

## Motorvägsprojekt
Det pågår ett antal projekt som syftar till att utvidga det svenska motorvägsnätet. Idag byggs ofta smalare motorvägar (18,5 m i stället för 21,5 m).

### E4
E4 är mötesfri från Helsingborg till Hudiksvall. Längs denna sträcka är E4 sammanhängande motorväg mellan Helsingborg och Gävle (738 km).
En ny motorvägsförbindelse, kallad Förbifart Stockholm, med sträckning i västra Storstockholm i tunnel under Mälaröarna och Järvafältet, och delvis även i markläge, byggs under perioden 2015-2030.
I Norrland, norr om Gävle, planeras bara en mindre mängd nya motorvägar att byggas, och de är inte inplanerade för byggstart före 2030.[källa behövs] I allmänhet planeras befintliga sträckor byggas om till mötesfrihet, i vissa fall i ny sträckning.
| Sträcka                             | Längd | Målstandard | Status    |
| ----------------------------------- | ----- | ----------- | --------- |
| Förbifart Stockholm (ny sträckning) | 21 km | 3+3 körfält | Klar 2030 |

### E18
Sträckorna som idag inte är motorväg mellan Örebro och Stockholm ska på sikt bli motorväg. Sträckan Köping - Västjädra invigdes i slutet av maj 2025.
| Sträcka                | Längd | Målstandard               | Status                  |
| ---------------------- | ----- | ------------------------- | ----------------------- |
| Förbi Grums/Slottsbron | 9 km  | 18,5 m bred[källa behövs] | Byggstart tidigast 2034 |

### E20
Idag är E20 utbyggd till sammanhängande motorväg mellan Öresundsbron i söder och Vårgårda i Västergötland, förutom en kort sträcka på ca 4 km genom Alingsås. Utbyggnaden till motorväg genom Alingsås har under planarbetet visat sig bli mycket mer kostsam än beräknat (vilket beror på att kommunen ställt krav om tunnel för att ta med projektet i detaljplanen), därför har Trafikverket beslutat att skjuta upp utbyggnaden i väntan på nästa revidering av den nationella infrastrukturplanen år 2018..
Mellan Vårgårda och Vretstorp finns i dagsläget bara motorväg förbi Götene (invigd 2009). Resterande del genom Västergötland kommer att byggas ut till mötesseparerad väg till år 2026, och förberedas för att på sikt kunna byggas ut till 2+2-väg genom hela Västra Götaland.
På sträckan mellan Arboga och Eskilstuna är vägen dels landsväg och dels motortrafikled. Utbyggnader till motorväg planeras på längre sikt. Vid Arboga planeras en ny genande länk för genomfartstrafik (som idag ofta tar den gamla vägen genom Arboga).
| Sträcka                                                          | Längd | Målstandard | Status                  |
| ---------------------------------------------------------------- | ----- | ----------- | ----------------------- |
| Genom Alingsås (Hedvigsberg–Kristineholm) (befintlig sträckning) | 5 km  | 21,5 m bred | Byggstart osäker        |
| Tpl Gräsnäs – Kungsör S (delvis ny sträckning)                   | 15 km | 21,5 m bred | Byggstart tidigast 2034 |
| Kungsör S – Tpl Gröndal (befintlig sträckning)                   | 17 km | 21,5 m bred | Byggstart tidigast 2034 |
| Tpl Gröndal – Eskilstuna (befintlig sträckning)                  | 7 km  | 21,5 m bred | Byggstart osäker        |
| Österleden, Stockholm (ny sträckning)                            | 7 km  | 3+3         | Byggstart tidigast 2034 |

### E22
För E22 är målstandarden motorväg på sträckan Trelleborg–Karlskrona.
Enligt planer fram till 2025 ska motorväg finnas Maglarp–Fogdarp, Hörby norra–Mörrum och Nättraby–Karlskrona västra. Först efter 2025 blir det aktuellt att bygga ut resterande sträckor i Skåne och Blekinge. I första hand kommer Fogdarp–Hörby norra och Björketorp–Nättraby. Den befintliga 43 km långa motortrafikleden i Blekinge (mellan Mörrum och Björketorp) kommer först och främst att breddas till motorväg mellan Mörrum och korsningen med riksväg 29. 
Från Norrköping till söder om Söderköping planeras det på sikt bli motorväg vilket i semestertider med broöppning på Göta kanal och tung trafik igenom Söderköping leder till trafikstockningar och hög olycksrisk. 
| Sträcka                                     | Längd | Målstandard | Status                  |
| ------------------------------------------- | ----- | ----------- | ----------------------- |
| Fogdarp – Hörby N (befintlig sträckning)    | 7 km  | 21,5 m bred | Byggstart tidigast 2034 |
| Fjälkinge – Gualöv (befintlig sträckning)   | 9 km  | 21,5 m bred | Byggstart 2022          |
| Ronneby Ö – Nättraby (delvis ny sträckning) | 13 km | 21,5 m bred | Byggstart 2026          |

### E45
E45 är sedan december 2012 motorväg Surte–Trollhättan. Dock fattas delarna genom Göta samt bron över Slumpån vilka båda saknar finansiering i nuläget (2018).
| Sträcka                           | Längd | Målstandard | Status                  |
| --------------------------------- | ----- | ----------- | ----------------------- |
| Genom Göta (befintlig sträckning) | 3 km  | 18,5 m bred | Byggstart tidigast 2034 |
| Torpabron                         | <1 km | 18,5 m bred | Byggstart tidigast 2034 |

Utöver det är sträckan Surte–Göteborg korsningsfri fyrfältsväg (motorvägsliknande), med undantag av en trafikljuskorsning i Agnesberg.
På den gemensamma sträckan med E18 planeras ett motorvägsprojekt. Se E18.

### E65
E65, vägen mellan Malmö och Ystad, har stor betydelse på grund av färjeförbindelserna från Ystads hamn; bland dessa snabbfärjorna till Bornholm och färjan till Świnoujście i Polen. Den stora transit-trafiken leder till en hög andel tung trafik. Motorvägen planeras att förlängas från Svedala till Börringe (5 km), för att bygga en trafikplats för trafik mot Sturup som ska ersätta rondellen där.[källa behövs]
| Sträcka                                   | Längd | Målstandard | Status         |
| ----------------------------------------- | ----- | ----------- | -------------- |
| Svedala – Börringe (delvis ny sträckning) | 5 km  | 18,5 m bred | Byggstart 2023 |

### Riksväg 40
Då E4/RV40 är den primära vägförbindelsen mellan Stockholm och Göteborg har många förespråkat att hela sträckan byggs ut till motorväg. Sedan sträckan Dållebo–Hester (förbi Ulricehamn) blev färdigutbyggd 2015 återstår 43 km, som är 2+1-väg med mitträcke men med flera farliga korsningar. En åtgärdsvalsstudie framtagen av bl.a. Region Jönköpings län tog ställning för en motorvägs-utbyggnad men finansiering saknas i nuläget (2020). Trafikmängden är 9900 Hester–Bottnaryd och 15000 Jära–Ulvstorp (2019), det sistnämnda ungefär samma som Borås–Ulricehamn som byggdes om till motorväg eftersom den hade sämre standard innan.
| Sträcka                                            | Längd    | Målstandard | Status                  |
| -------------------------------------------------- | -------- | ----------- | ----------------------- |
| Hester – Skogslid                                  | ca 26 km | 21,5 m bred | Byggstart tidigast 2034 |
| Skogslid – Haga (Jönköping) (delvis ny sträckning) | 18 km    | 21,5 m bred | Byggstart osäker        |